# H3Cテクノロジーズ

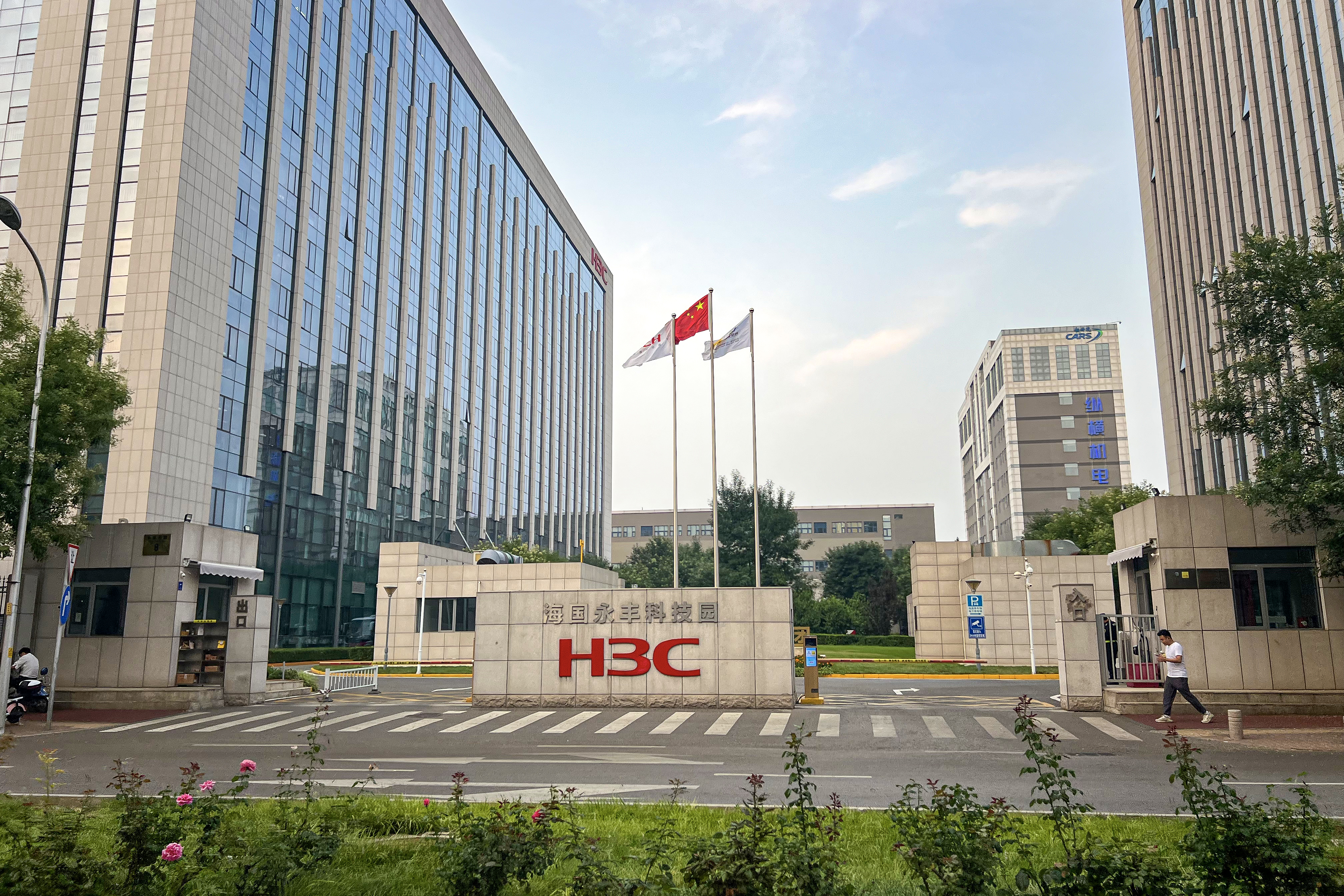
H3C北京研究所

H3Cテクノロジーズ (H3C Technologies Co., Limited、杭州华三通信技术有限公司) は、中国の清華集団と、米国ヒューレット・パッカード・エンタープライズ（Hewlett Packard Enterprise, HPE, NYSE: HPE）の合弁会社である。

## 概要
中国の杭州市浜江区に本社及び製造工場を置き、ネットワーク製品の企画、開発、製造を行い、主に中国市場向けにH3Cの自社ブランドで販売を行っている。
中国以外の市場では他社ブランドによるOEM販売が主流で、HPEによるデータセンター向けネットワーク製品FlexFabricシリーズや、NECによる日本市場向けネットワーク製品UNIVERGE QXシリーズとしての取扱がある。

## 沿革
2003年11月、米国スリーコム（3Com Corporation）と中国の華為技術有限公司（华为技术有限公司、Huawei Technologies Co. Ltd）との合弁会社・ファーウぇイスリーコム（Huawei-3Com Technology Co., Ltd、通称H3C）として設立された。ファーウェイスリーコムが中国国内で開発と製造を行う経緯から、ファーウェイスリーコムが中国と日本においてH3Cブランドで製品の販売・保守を行い、その他の国・地域ではスリーコムがスリーコムブランドとして販売・保守を行った。
華為技術時代のQuidwayルータおよびスイッチは、シスコシステムズのネットワークOS「Internetworking Operating System（IOS）」のCLI（Command Line Interface）とそれに対応するスクリーン表示が酷似しており、IOSの設定コマンドのほとんどが利用できたが、それが原因で、華為技術は2003年1月にシスコシステムズから提訴された。この問題では結果的にシスコシステムズが一時差止命令を勝ち取るが、その後、華為と合弁しているスリーコムが裁判に参戦、華為が自主的に製品に変更を加えることで合意したため、両社は和解した。
2006年11月、スリーコムと華為技術は合弁を解消、スリーコムによるファーウェイスリーコムの完全子会社化が発表された。翌2007年5月、合弁解消手続の完了に伴い、ファーウェイスリーコムはH3Cテクノロジーズに社名変更した。2003年以降、中国市場では一貫してH3Cのブランド名で提供された経緯から、H3Cテクノロジーズは引き続き中国で大きな存在感を示すようになった。
2010年4月、ヒューレット・パッカード（HP）にスリーコムが買収された。これによりスリーコムの100%子会社であったH3Cテクノロジーズは、HPの100%子会社となった。買収完了後もHPはH3Cテクノロジーズ（Huawei-3Comではなく、拠点の地名からHangzhou-3Com）を100%子会社として管理しつつ、本社のある中国市場に対してのみ、H3Cブランド名でネットワーク製品を提供する存在として残し、中国市場でのブランド評価を活用、製品の開発と製造はH3Cテクノロジーが中国の杭州（Hangzhou）で行う体制を取った。
2015年5月、HPはH3Cテクノロジーズの株式の51%を中国の清華紫光集団へ売却することを発表した。これによりH3Cテクノロジーズは清華51%、HP（現在はその継承会社のHPE）49%の合弁会社となった。
2016年現在、HPEは中国以外の市場向けにH3Cテクノロジーズのデータセンター向けネットワーク製品をFlexFabricシリーズとしてOEM販売している。NECも日本市場向けにH3Cテクノロジーズのネットワーク製品をUNIVERGE QXシリーズとしてOEM販売している。

## 主な製品
ルータ
- MSRシリーズ
  - MSR20、MSR30、MSR50シリーズ・ルータ
- SRシリーズ
  - SR66、SR88シリーズ・ルータ

スイッチ
- S9500シリーズ・スイッチ
- エッジ・スイッチ
- エンタプライズ用バックボーン・スイッチ
  - S7500、S7500Eシリーズ・スイッチ
- エンタープライズ用コア・スイッチ
  - S3100、S5100シリーズ・スイッチ
- エッジ&コンバージ・スイッチ
  - S5500/5600、S3600、S3610シリーズ・スイッチ

ネットワーク管理
- H3C iMCネットワーク管理システム
- CAMS統合アクセス管理システム
- XLogネットワーク解析システム